# 3469 Bulgakov
3469 Bulgakov è un asteroide della fascia principale. Scoperto nel 1982, presenta un'orbita caratterizzata da un semiasse maggiore pari a 3,0188784 UA e da un'eccentricità di 0,0825125, inclinata di 9,22992° rispetto all'eclittica.